# Індигірка (салат)

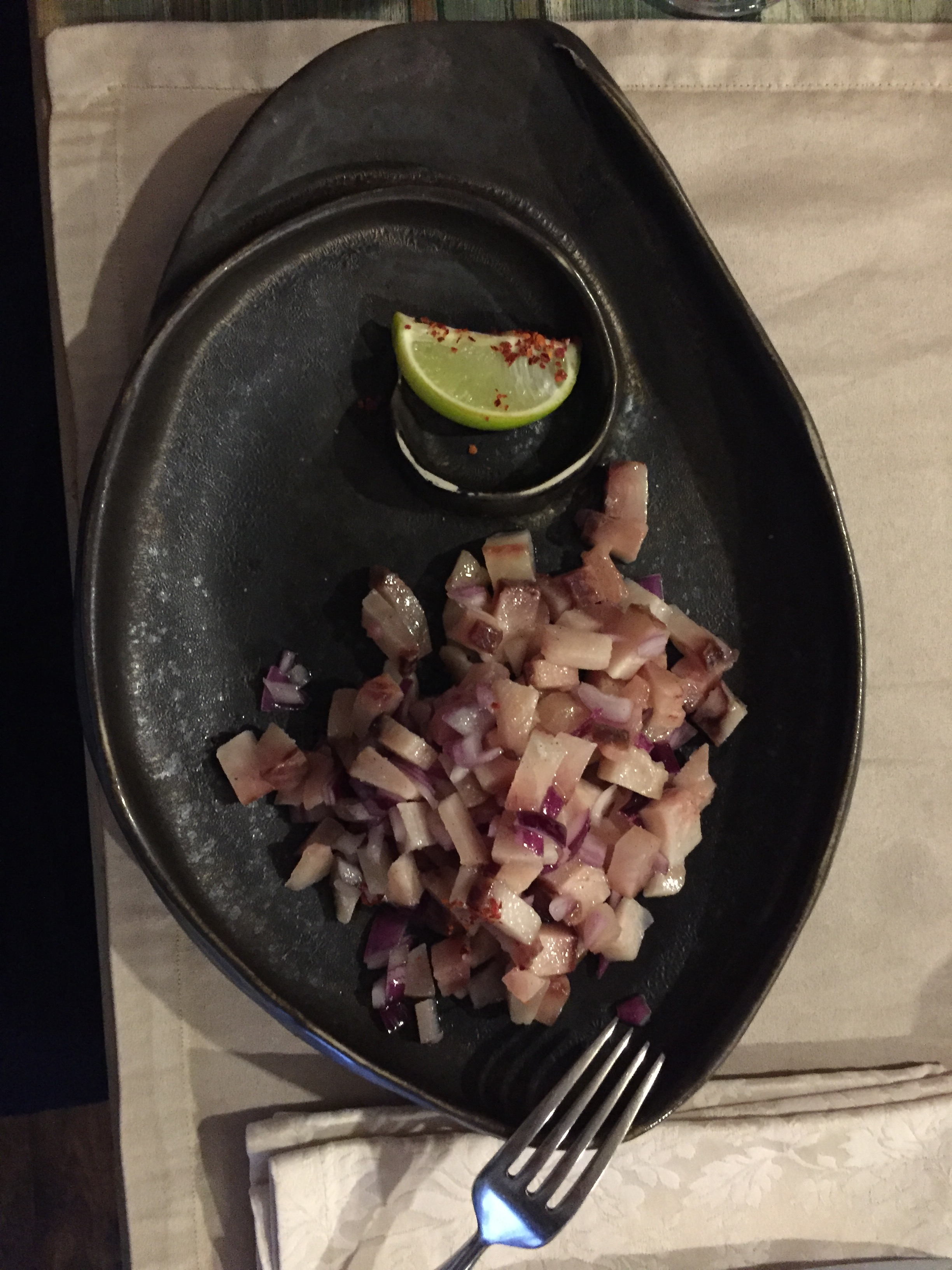
Салат «Індигірка» з часточкою лайму

Індигі́рка — салат, популярний на півночі Росії, особливо в Якутії. Є візитною карткою якутської кухні. Також відомий як «п'ятихвилинка».

## Історія
Як усталена страва з конкретною назвою з'явився в середині XX століття завдяки якутському кухарю І. І. Тарбахову, який побачив під час свого перебування в родині якутів біля озера Ожогіно приготування швидкого салату, який місцеві жителі називали «Сіікей», українською «П'ятихвилинка». Салат являє з себе свіжообробленого, порізаного на невеликі шматки, свіжовиловленого чира, з додаванням невеликої кількості солі, перцю та цибулі.
Від вихідного «Сіікей» салат «Індигірка» відрізняється тільки холодною подачею, тобто риба в салаті подається нарізаною кубиками і свіжорозомороженою.

## Рецепт
Основним компонентом салату є заморожена риба (бажано північного походження — муксун, нерка, пелядь, чир або форель). Риба обробляється, очищається від шкіри, нутрощів та голови; розрізається на дві частини вздовж хребта; потім з неї видаляються кістки, після чого готове філе нарізається кубиками невеликого розміру (3–5 мм).
Наступним етапом кубики збираються в тару, кладуться в морозильну камеру та заморожуються. Далі для охолодження в морозильну камеру відправляється блюдо, на якому буде подаватися салат.
Після того, як кубики риби заморозилися, вони викладаються на холодне блюдо, змішуються з невеликою кількістю також нарізаної кубиками цибулі (кубики цибулі перед змішуванням розминаються руками, для того, щоб вони пустили сік), приправляються сіллю та чорним перцем, після чого кропляться невеликою кількістю рафінованої олії. Перед подачею салат повинен настоятися 10–20 хвилин в холодильнику.
Іноді, для додання страві святкового вигляду, в салат додають червону ікру.